# Город Вилюйск (алмаз)

Алмаз «Город Вилюйск»

Го́род Вилю́йск — уникальный алмаз ювелирного качества в 235,17 карата, добытый на кимберлитовой трубки «Юбилейная» в 2013 году. Факт извлечения алмаза назван в честь трёхсотвосьмидесятилетия основания города Вилюйск.

## Описание
Алмаз добыт на руднике кимберлитовой трубки «Юбилейная» Айхальского ГОК и извлечён из руды на обогатительной фабрике № 14 25 сентября 2013 г.
Морфологически алмаз был представлен искаженным октаэдрическим кристаллом со ступенчато-пластинчатой и блоковой скульптурой граней. Кристалл имел значительные сколовые повреждения, тёмноцветные включения в периферийной области и характеризовался серовато-жёлтым цветом.

## Звезда Вилюйска (бриллиант)

Бриллиант «Звезда Вилюйска»

Из алмаза огранено 10 бриллиантов — 2 круглой, 1 овальной, 3 грушевидной формы и 4 формы «маркиз». Наиболее крупный из них — «Звезда Вилюйска» (80,59 карата) входит в коллекцию «Города Якутии». Обработкой алмаза занимались на предприятии «Бриллианты АЛРОСА» на протяжении более девяти месяцев.
Бриллиант «Звезда Вилюйска» был продан в феврале 2017 года на аукционе, который состоялся в рамках шестой Международной алмазной недели в Израиле (International Diamond Week in Israel, IDWI).